# Constitucionalismo social
El término constitucionalismo social refiere a un movimiento universalista para que se defienda y promueva la incorporación a las constituciones de los derechos sociales que tuvo su inicio con la sanción de la Constitución Mexicana de 1917, resultado directo de la Revolución mexicana; en Argentina, con la Constitución de la Provincia de Mendoza en 1916 y la Nacional de 1949; en Alemania, con la Constitución de la República de Weimar en 1919; y en España con la Constitución española de 1931.
Las constituciones sancionadas en el siglo XIX, a cuyo esquema responde la argentina de 1853, seguían el modelo liberal y sólo consideraron los derechos del individuo sin tomar en cuenta su posición en la sociedad. Las constituciones sociales que aparecen en el siglo XX agregaron los llamados derechos sociales en los cuales se contempla la posición del individuo en la sociedad, fundamentalmente en su carácter de trabajador.
En general, el derecho del trabajo se incorpora a las constituciones del mundo con la necesidad de reconstrucción luego de la posguerra: Francia (1946), Suiza (1947), Italia, Luxemburgo (1948), etc. En los Estados Unidos surgió la Carta de la Seguridad Social.
En Latinoamérica, incorporaron los derechos sociales, entre otras, las constituciones de México (1917), Chile (1925), Perú (1933), Uruguay (1934), Bolivia (1938), Cuba (1940), Panamá (1941), Brasil (1946), Argentina (1949, 1957), Costa Rica (1949) y El Salvador (1950).
También está vinculada con la creación de la Organización Internacional del Trabajo (OIT), en 1919, con dirección tripartita de gobiernos, sindicatos y empleadores. Sus invocaciones del Preámbulo de su Constitución, tienen validez mundial.